# Фужер (посуда)

Фужер

Фуже́р (фр. fougère) — стеклянная посуда, для минеральной или фруктовой воды, крюшона, представляет собой тонкостенный узкий бокал на высокой ножке. Используется также для подачи игристых вин, иногда (при отсутствии специальной посуды) — коктейлей и шампанского. Вместимость — 200—250 мл. Благодаря маленькой площади соприкосновения напитка с воздухом препятствует быстрому высвобождению аромата.
Слово «фужер» происходит от одноимённого французского города. В других языках бокал такой вытянутой формы называется «флейтой» или просто «бокалом для шампанского».